# Kore (Ethnie)
Die Kore sind eine Gruppe von einigen hundert Menschen, die heute auf der Insel Lamu und in Mokowe auf dem gegenüberliegenden Festland in der Küstenregion von Kenia leben. Sie stammen von Massai ab, die im 19. Jahrhundert von Somali gefangen genommen worden waren. Ihre Kultur vereint Elemente der Massai und der Somali.
Die Herkunft des Namens Kore ist unklar. Kore ist eine Bezeichnung der Oromo für die Massai; die Kore selbst sind jedoch der Ansicht, dass es sich nicht um eine Fremdbezeichnung, sondern um ein altes Maa-Wort für „Wanderer“ handle.

## Geschichte
Eigenen Überlieferungen zufolge waren die Vorfahren der Kore Massai – womöglich von der Untergruppe der Laikipiak –, die von den Purko-Massai besiegt wurden. Nach dieser Niederlage flohen sie aus ihrem Gebiet nordwestlich des Mount Kenia nach Nordosten über den Ewaso Ngiro und wurden im heutigen Grenzgebiet zwischen den Samburu und Rendille von Somali gefangen genommen. Diese brachten sie in das Gebiet um Kismaayo in Jubaland im heutigen Somalia. Dort wurden sie als Sklaven oder Klienten gehalten, bis Ende des 19. Jahrhunderts die britische Kolonialmacht – die bis 1926 auch Kismaayo kontrollierte, siehe Oltre Giuba – für ihre Befreiung sorgte. Es lässt sich nicht genau festlegen, wann die Vorfahren der Kore nach Kismaayo gebracht wurden; die schwere Niederlage der Laikipiak gegen die Purko wird etwa Mitte der 1870er Jahre verortet, jedoch erwähnt bereits eine Quelle von 1858 Massai unter den Somali an der Küste Südsomalias. Die Überlieferungen der Kore weisen ihrerseits darauf hin, dass die Gefangenschaft einige Jahre dauerte.
Es gelang den frei gewordenen Kore, sich als Gruppe zu formieren und sich vor allem durch Viehdiebstahl von sesshaften Gruppen wieder Rinder anzueignen. Es kam gar zu einer Wiederbelebung ihrer Sprache Kikore. Sie zogen in südliche Richtung, nach Hedio und weiter in das Hinterland von Mkunumbi. Dieses war bis zur Abschaffung der Sklaverei 1907 von den afro-arabischen Einwohnern von Lamu zur Landwirtschaft unter Einsatz von Sklaven genutzt worden, war nun aber zu einem großen Teil verlassen. Die Kore etablierten dort eine Ansiedlung Koreni, von der aus sie sich in den 1920er Jahren weiter nach Mokowe ausbreiteten. Es sollen zahlreiche verstreute Dörfer mit jeweils sieben bis acht Familien entstanden sein. Die Kore kamen dabei auch mit lokalen ehemaligen Sklaven in Kontakt, die sich in dem Gebiet niedergelassen hatten und Landwirtschaft betrieben. Der Verlust ihrer Rinder durch eine Tierseuche in den 1940er Jahren veranlasste sie dazu, Bauern und Fischer zu werden und auch auf die Insel Lamu zu ziehen.

## Gegenwart
Als der Linguist Bernd Heine 1976/77 Untersuchungen zur ursprünglichen Sprache der Kore anstellte, hatten offenbar nur mehr zwei ältere Personen Kenntnisse dieser Sprache, die zur Maa-Gruppe gehörte. Heute sprechen die Kore Somali als Muttersprache und haben auch einige kulturelle Merkmale wie den Islam von den Somali übernommen, daneben beherrschen sie Swahili als Verkehrssprache. Sie bilden weiterhin eine eigene Gruppe neben den Somali und Swahili-Sprechern und scheinen keine Ehen mit Somali – die sie als Banditen betrachten – einzugehen, heiraten jedoch Nachkommen ehemaliger Sklaven auf Lamu. Sie leben überwiegend im landwirtschaftlich genutzten Hinterland der Stadt Lamu in sehr einfachen Wohnverhältnissen. Die Landstücke (Shambas), auf denen sie ansässig sind, gehören mehrheitlich den Hadrami – deren Vorfahren Ende des 19. Jahrhunderts aus dem Hadramaut kamen und zunächst einen niedrigen Status hatten –, zum Teil aber auch noch den alteingesessenen Afro-Arabern.